# Zethus cerceroides
Zethus cerceroides är en stekelart som beskrevs av Edoardo Zavattari 1913.
Zethus cerceroides ingår i släktet Zethus och familjen Eumenidae. Inga underarter finns listade i Catalogue of Life.